# Гуменне (хокейний клуб)
«Гуменне» (словац. HC 19 Humenné) — хокейний клуб з міста Гуменне, Словаччина. Заснований у 2019 році.

## Історія
Клуб засновано в місті Гуменне 2019 року. За рік до цього до цього збанкрутував інший клуб з Гуменне, що проіснував з 1936 до 2018 року. Нова команда не є правонаступником попередньої, тому після юридичного оформлення стартувала з другої ліги Словаччини.
У сезоні 2023–24 команда дебютувала у словацькій Екстралізі але посівши останнє місце вибула до першої ліги.

## Домашня арена
«Льодовий палац Гуменне» домашній стадіон клубу, відкритий 20 грудня 1996 року. Арена вміщує 3150 глядачів.

## Досягнення
Перша ліга Словаччини
- Переможець (1): 2022–23